# Schloss Weißenborn

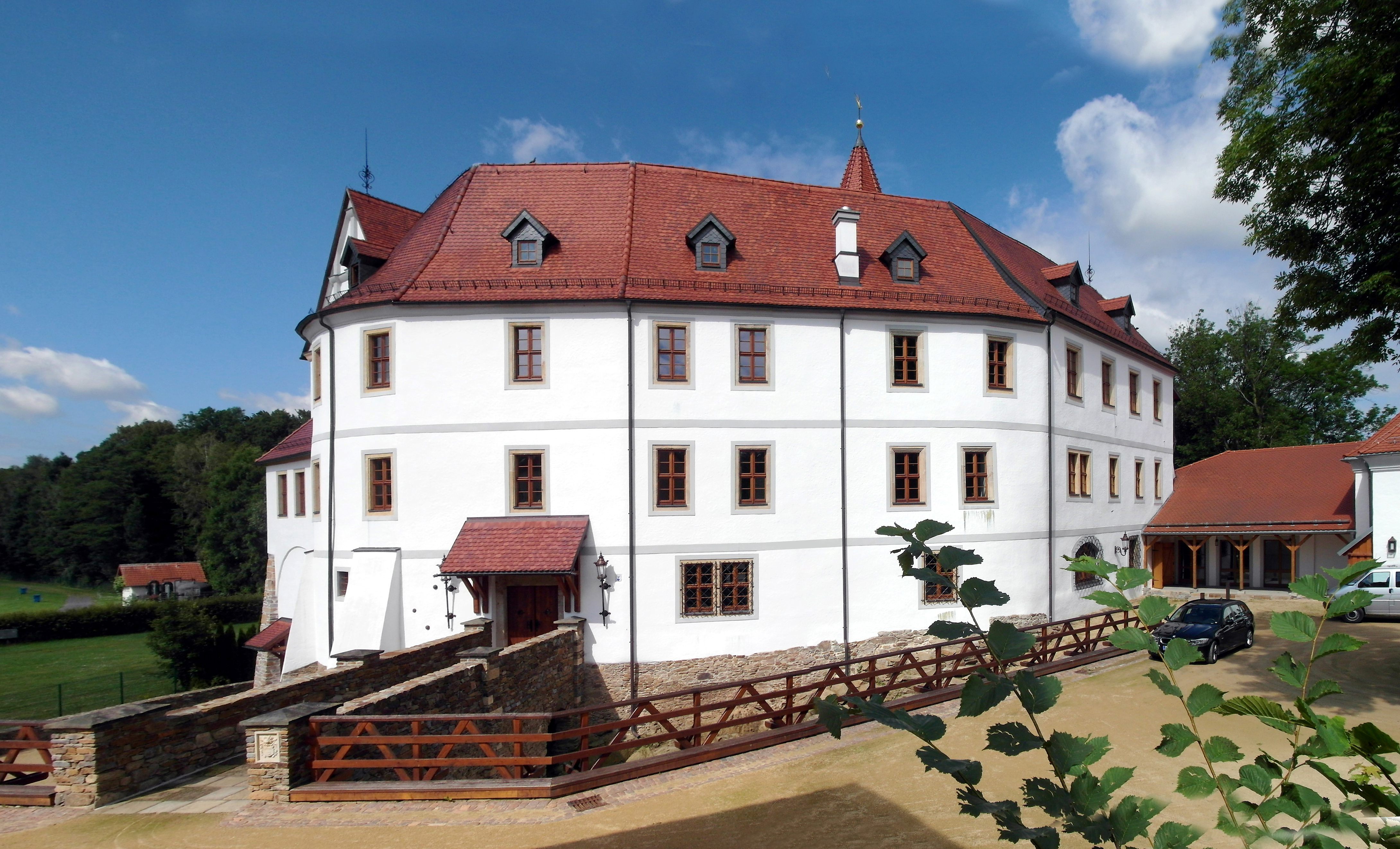
Schloss Weißenborn 2016

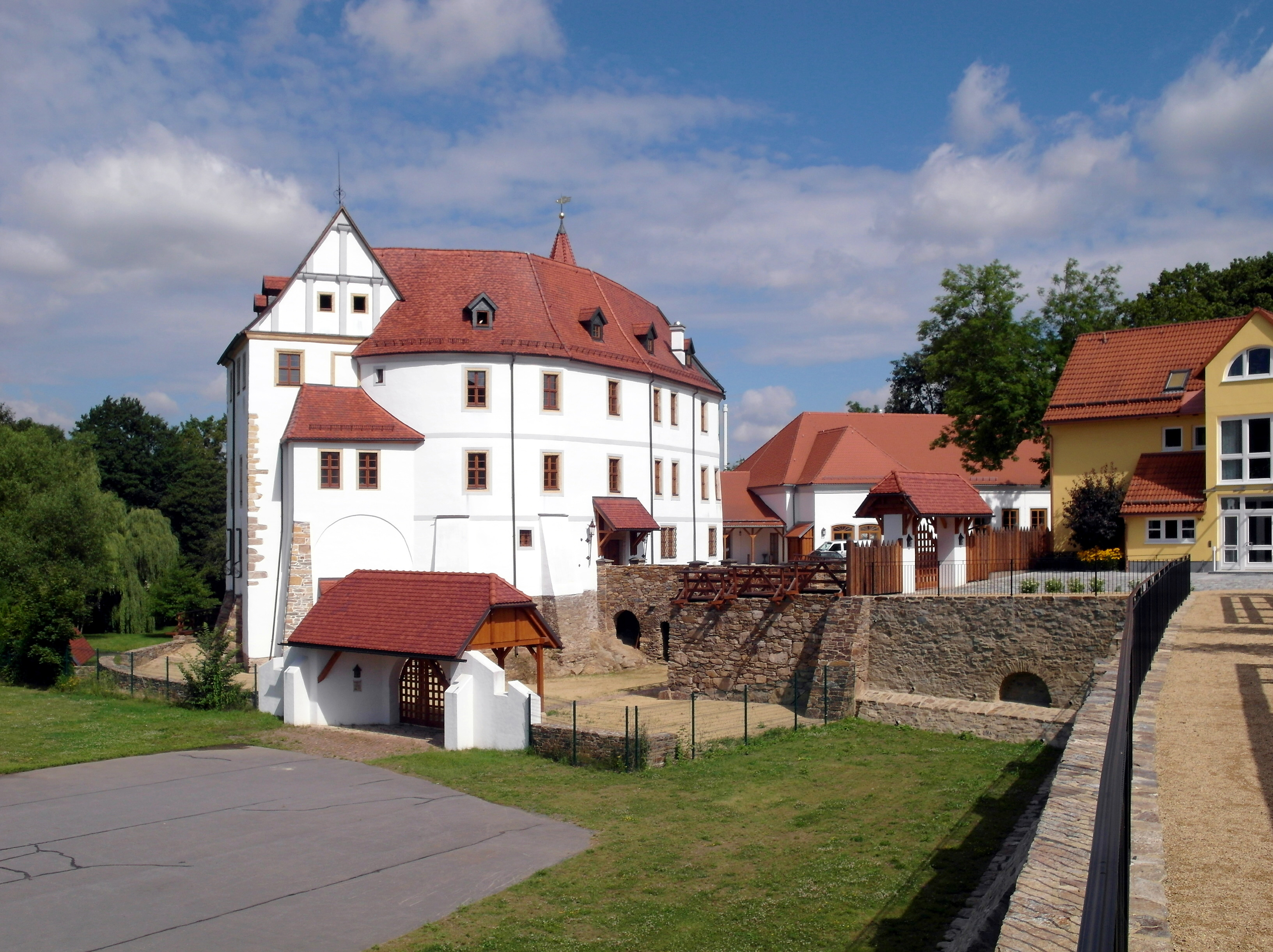
Rittergut Weißenborn, Schloss 2016

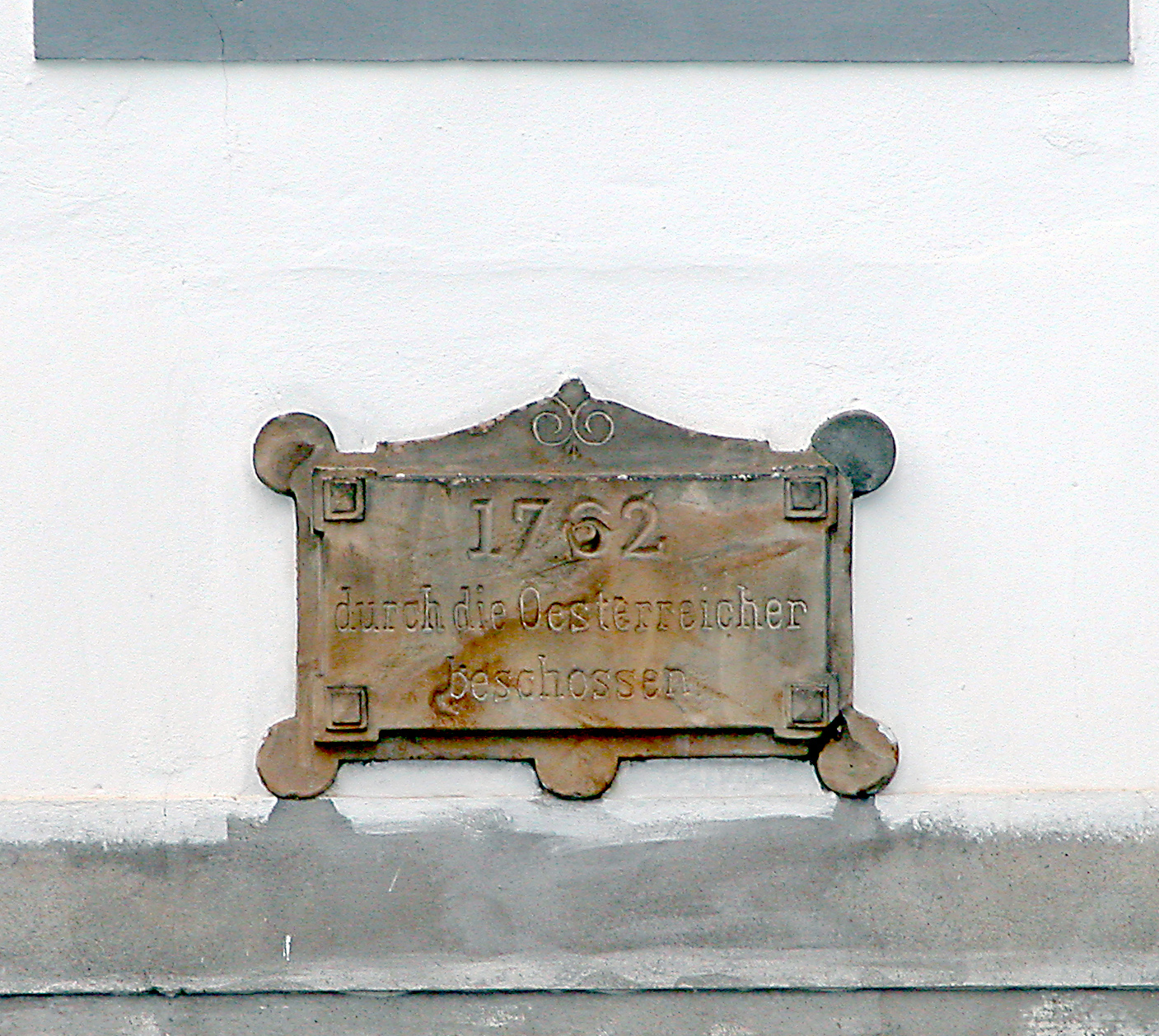
Sandsteintafel am Schloss

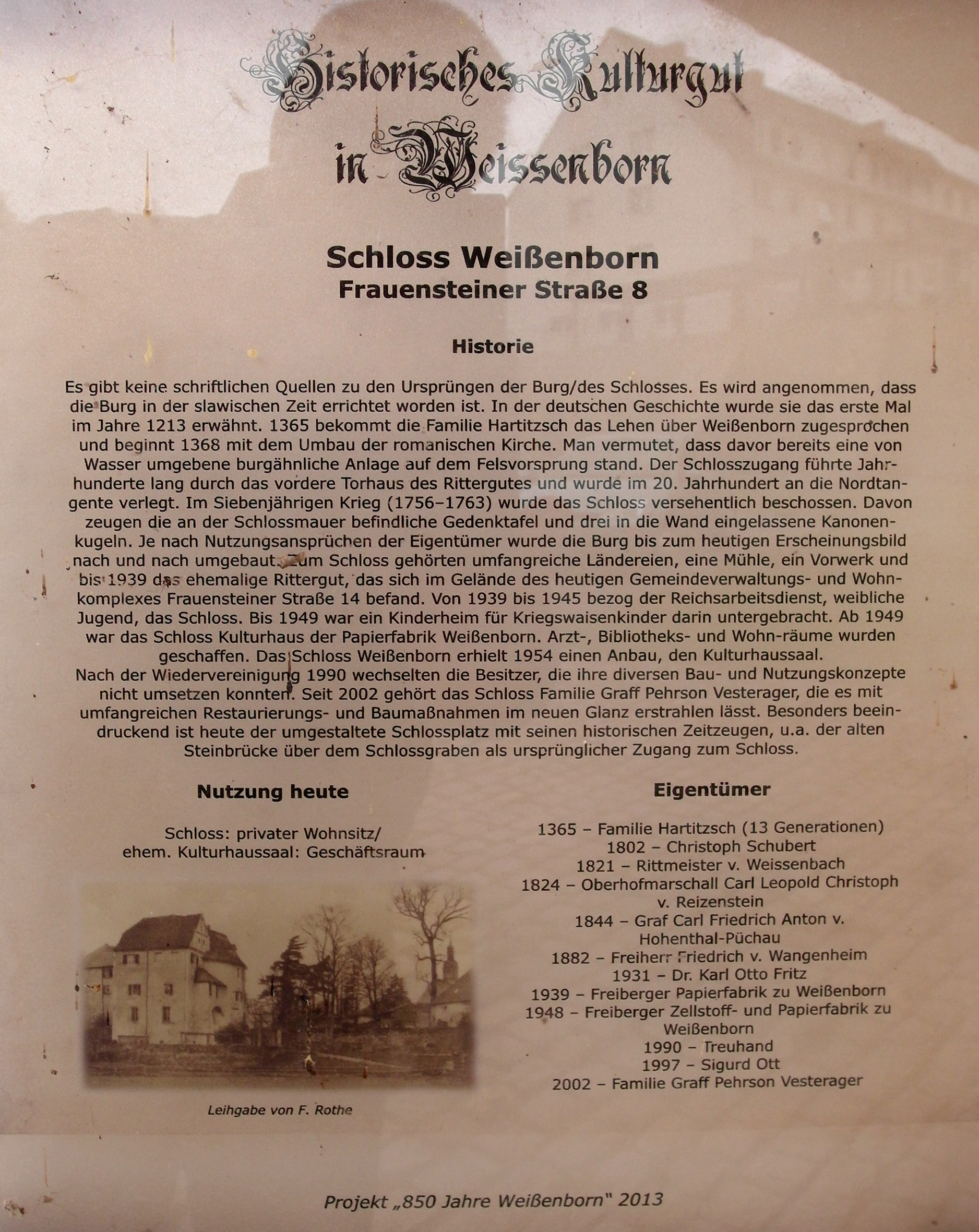
Informationstafel for Ort

Das Schloss Weißenborn befindet sich südöstlich von Freiberg in der Gemeinde Weißenborn/Erzgeb. im Landkreis Mittelsachsen in Sachsen.

## Lage
Die Anlage befindet sich im Nordwesten des Ortes Weißenborn auf einem flachen nach Westen ausgerichteten Bergsporn über der Freiberger Mulde.

## Geschichte
Erstmals urkundlich erwähnt wurde das Gebäude im Jahre 1213 zusammen mit dem gleichnamigen Dorf.
1228 ist ein "Rudegerus de Wizenburne" urkundlich belegt. Weißenborn wurde 1365 der Freiberger Familie von Hartitzsch als Lehen übergeben, in deren Besitz er bis 1802 blieb. Der Bau des Schlosses fällt wahrscheinlich ins 14. Jahrhundert. Auch Weißenborn wurde nicht von Kriegen, Ausplünderungen und der Pest verschont.
Alexander von Hartitzsch verkaufte 1802 Schloss und Rittergut an Christoph Schubert, der beides an einen Rittmeister von Weißenbach weitergab. Oberst Freiherr von Wangenheim erwarb das Rittergut 1882 vom Grafen Hohenthal-Püchau und behielt es bis 1924. 1931 wurde Dr. Otto Fritz neuer Besitzer des Rittergutes und 1945 enteignet. Während der DDR-Zeit befand sich ein Kulturhaus in den Räumlichkeiten. Das Schloss Weißenborn ist seit 2010 wieder in Privatbesitz.

## Anlage
Die ehemalige Spornburg nimmt ein Areal von etwa 60 × 40 m ein. Durch die Schlossbauten wurde die mittelalterliche Anlage stark verändert.
Am 18. September 1969 wurde das Areal des Schlosses als Bodendenkmal eingetragen (Burgstall der Vorgängerburg).